# Lore Junge
Lore Junge, geboren als Laura Wilhelmine Marie Kröger (* 19. März 1923 in Dortmund; † 29. August 2009 ebenda), war eine deutsche politische Aktivistin.

## Leben
Lore wurde als Tochter der Antifaschisten Wilhelmine und Wilhelm Kröger am 19. März 1923 in Dortmund geboren. Ihr Vater war Bergmann, die Mutter ohne Beruf. Ihre Mutter konnte den gewünschten Beruf, Verkäuferin, nicht erlernen, da ihre Eltern nicht in der Lage waren, ihr die vorgeschriebenen drei Kittel zu kaufen. Lore Kröger musste ihre Ausbildung bei einem jüdischen Rechtsanwalt abbrechen, nachdem dieser sie aufgrund der Rassengesetze des Nationalsozialismus entlassen musste. Sie machte danach eine Ausbildung zur Stenokontoristin bei der Firma Heinrich August Schulte. Nach der Verurteilung ihres Vaters als Kommunist zu mehreren Jahren Zuchthaus versuchte ihre Mutter die Familie als Putzfrau und Wäscherin zu versorgen.
Im Dezember 1945 heiratete Lore Kröger den Widerstandskämpfer und KZ-Häftling Heinz Junge. Heinz Junge hatte bereits im Sommer in Dortmund einen Jugendring gegründet und Lore Junge arbeitete dort als Sekretärin. Nach dem Bergunglück auf der Zeche Monopol in Bergkamen, bei dem 405 Bergleute starben, setzte sich Lore Junge für die Familien der Opfer ein. Sie organisierte eine Erholungsreise der Kinder mit mehreren Autobussen in die sowjetisch besetzte Zone. Junge war in den nächsten Jahren als Kommunistin aktiv.
1947 war sie an der Gründung der Vereinigung der Verfolgten des Naziregimes (VVN) beteiligt. Sie arbeitete 20 Jahre lang im geschäftsführenden Vorstand.
Nach dem Verbot der KPD 1956 war sie in der Arbeitsgemeinschaft „Frohe Ferien für alle Kinder“ tätig. Durch die Arbeitsgemeinschaft konnten Arbeiterkinder preiswerte Ferien in der DDR verbringen. Als die Arbeitsgemeinschaft 1961 verboten wurde, wurden zahlreiche Mitglieder wegen „Staatsgefährdung“ und „Vorbereitung zum Hochverrat“ angeklagt und verurteilt. Lore Junge wurde zu neun Monaten auf Bewährung verurteilt. Danach arbeitete sie erneut als Bürokraft und bekam eine Anstellung in der Stadtverwaltung von Dortmund, später in der Jugendmusikschule.
Junge war im Sachsenhausenkomitee und im Internationalen Rombergparkkomitee aktiv, sie arbeitete mit an der Ausstellung „Widerstand und Verfolgung in Dortmund“ und gehörte zu den Gründern des Fördervereins der Mahn- und Gedenkstätte Steinwache. Zudem war sie Mitbegründerin der Jugendbewegung Groß-Dortmund  – heute Dortmunder Jugendring –   und Mitglied im Demokratischen Frauenbund. Nachdem sie in den Ruhestand gegangen war, schrieb sie drei Bücher über Frauen im Widerstand gegen den Faschismus.
Junge trug mit ihrem Einsatz dazu bei, dass die Straßen einer neuen Siedlung in Dortmund-Menglinghausen nach Hombrucher Widerstandskämpfern benannt wurden. 2006 erhielt sie gemeinsam mit Gisa Marschefski die Ehrennadel der Stadt Dortmund und sie ist Preisträgerin des durch die SPD im Dortmunder Stadtbezirk Hombruch verliehenen Ewald-Sprave-Preises für „mutiges und engagiertes Auftreten gegen Hass und Gewalt, für Toleranz, soziales Engagement und Menschenwürde“.
Lore und Heinz Junge hatten einen Sohn, Reinhard (* 1946). Heinz Junge starb im Oktober 2004, Lore Junge am 29. August 2009 im Alter von 86 Jahren.

## Werke
- Verfolgt – Gepeinigt – Ermordet: Dortmunder Frauen 1933–1945. Ingrid Lessing Verlag, Dortmund 1996, ISBN 3-929931-02-8.
- Mit Stacheldraht gefesselt. Die Rombergparkmorde. Opfer und Täter. Ruhr-Echo-Verlag, Bochum 1999, ISBN 3-931999-07-6.
- Erinnerungen an Frankreich. Ingrid Lessing Verlag, Dortmund 2001, ISBN 3-929931-10-9.